# Isola Ornočka
L'isola Ornočka (in russo остров Орночка?) è un'isola della Russia nel mare di Ochotsk. Amministrativamente appartiene al Penžinskij rajon del Territorio della Kamčatka, nel Circondario federale dell'Estremo Oriente. L'isola si trova nella parte settentrionale della baia della Penžina, alla foce del fiume Penžina.
A nord-est, accanto alla costa si trova l'isolotto di Pakal'zinan, a nord quello di Machičun (62°37′13″N 164°40′57″E), e a nord-nord-ovest Šestakovskij, alla foce del fiume Šestakova.